# Northville, South Dakota
Northville är en kommun (town) i Spink County i South Dakota. Vid 2010 års folkräkning hade Northville 143 invånare.